# Совхозно-Галактионовское сельское поселение
Совхозно-Галактионовское се́льское поселе́ние — муниципальное образование в Чистопольском районе Татарстана Российской Федерации.
Административный центр — посёлок Александровка.

## История
Статус и границы сельского поселения установлены Законом Республики Татарстан от 31 января 2005 года № 44-ЗРТ «Об установлении границ территорий и статусе муниципального образования "Чистопольский муниципальный район" и муниципальных образований в его составе».

## Население
| 2010 | 2011 | 2012 | 2013 | 2014 | 2015 | 2016 |
| ---- | ---- | ---- | ---- | ---- | ---- | ---- |
| 731  | ↘729 | ↗734 | ↘728 | ↘716 | ↘698 | →698 |
| 2017 | 2018 |      |      |      |      |      |
| ↗713 | ↘680 |      |      |      |      |      |

## Состав сельского поселения
| № | Населённый пункт | Тип населённого пункта          | Население |
| - | ---------------- | ------------------------------- | --------- |
| 1 | Александровка    | посёлок, административный центр |           |
| 2 | Фиков Колок      | посёлок                         |           |